# 石城 (奉化)
石城位于中国浙江省宁波市奉化区裘村镇应家棚村，建于清代，由从外地抽调来驻防的士兵修筑而成，由条石和块石砌筑，呈长方形，东西宽67米，南北长76米，城内曾设有应家棚汛营，为海防指挥所，民国时原营房被拆除，里层石墙用于修补和增高外城墙，并封闭南城门、北城门，开辟东城门、西城门，墙内夯土用于垫高城内地基，石城东南部的南北方向建楼房6间，东西向建平房1间，1987年2月公布为奉化县文物保护单位。